# Pteroeides spicatum
Pteroeides spicatum är en korallart som beskrevs av Tixier-Durivault 1972. Pteroeides spicatum ingår i släktet Pteroeides och familjen Pennatulidae. Inga underarter finns listade i Catalogue of Life.